# 苫小牧中央インターチェンジ
苫小牧中央インターチェンジ（とまこまいちゅうおうインターチェンジ）は、北海道苫小牧市字高丘にある道央自動車道のインターチェンジである。
同インターチェンジからは北海道道1179号苫小牧中央インター線を経由して国道276号に接続される。地域活性化インターチェンジ制度を利用し、北海道が主体となって整備された。

## 歴史
苫小牧市は市内を横断する道央道が開通した1980年からIC設置に向けた活動を行い、苫小牧商工会議所も1982年から活動を行っていた。
- 2007年（平成19年）10月17日：「苫小牧中央インターチェンジ建設を促進する会」設立[5]。
- 2014年（平成26年）3月31日：当時の北海道知事・高橋はるみが苫小牧中央ICを新設する考えを表明[6]。
- 2016年（平成28年）6月6日：連結許可、測量調査・用地買収[7]。
- 2017年（平成29年）8月8日：着工[8]。
- 2020年（令和2年）
  - 11月5日：IC名称が「苫小牧中央IC」で正式決定[9]。
  - 12月13日：供用開始[9]。

## 周辺
開通により苫小牧市街や苫小牧西港フェリーターミナルへの最寄ICとなり、支笏湖方面からは市街地を回避して道央道に接続できるため、アクセスが向上した。
- 高丘森林公園[10]
- 高丘霊園
- 苫小牧市緑ヶ丘公園
- 樽前山神社
- 北海道苫小牧東高等学校
- 北海道苫小牧工業高等学校
- 苫小牧市立病院

## 接続する道路
- 直接接続
  - 北海道道1179号苫小牧中央インター線[11][2]
- 間接接続
  - 国道276号
  - 北海道道781号苫小牧環状線
  - 国道36号

## 料金所

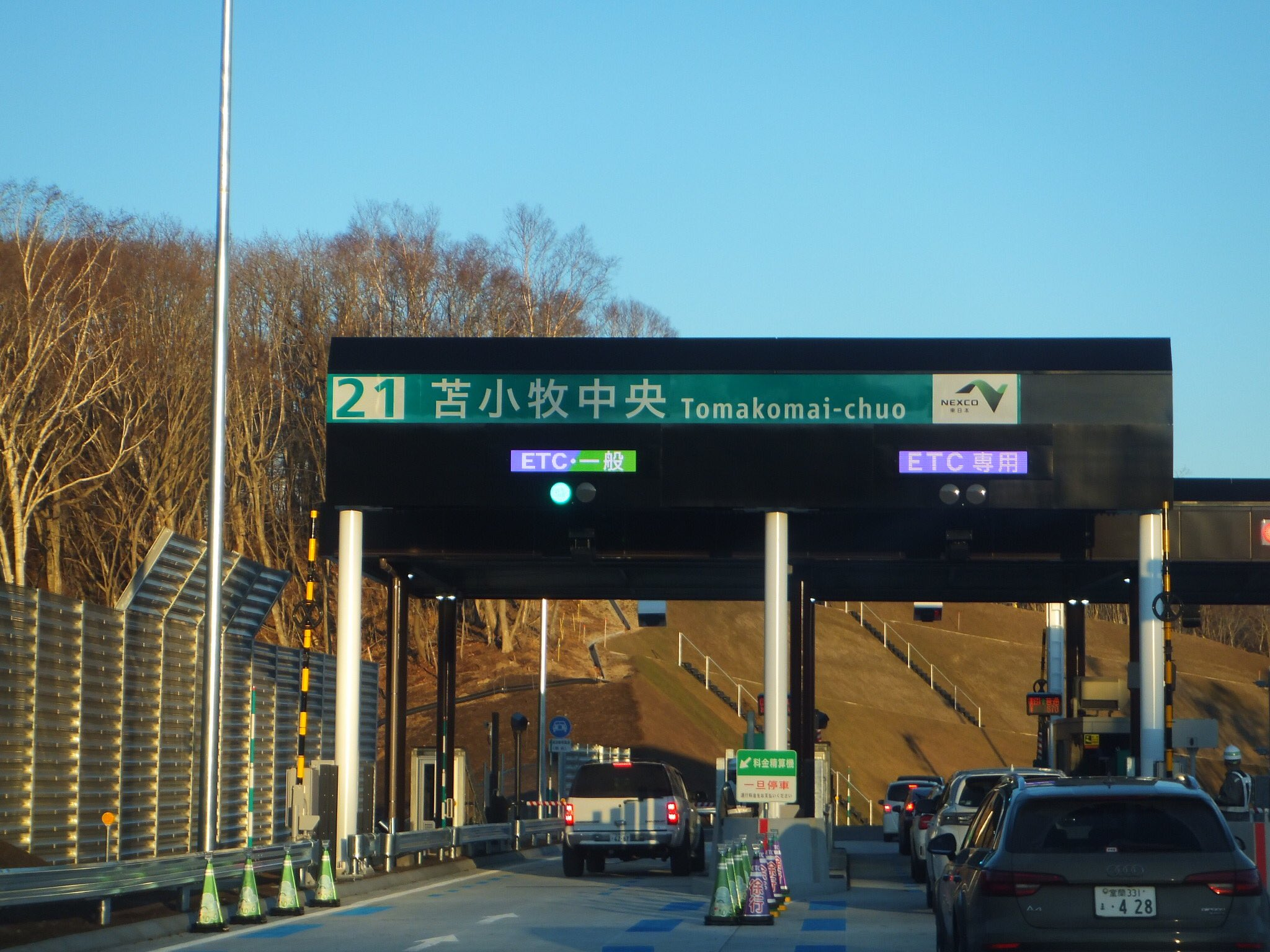

- ブース数：4

### 入口
- ブース数：2
  - ETC専用：1
  - 一般：1

### 出口
- ブース数：2
  - ETC専用：1
  - 一般：1

## 隣
E5 道央自動車道
(20)苫小牧西IC - (21)苫小牧中央IC - (22)苫小牧東IC